# トニー・ブザン

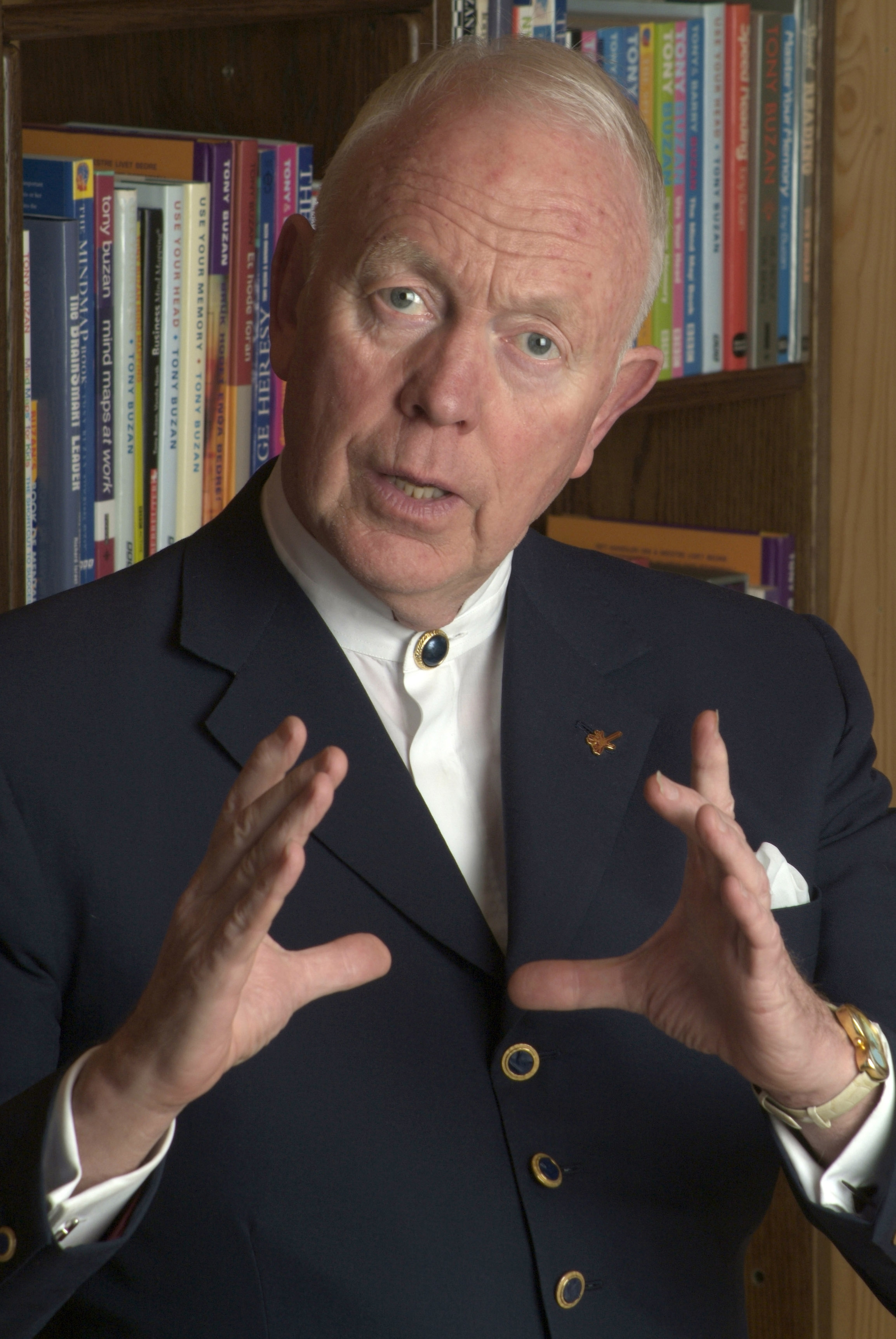
トニー・ブザン
撮影は2007年（歳の年）

アンソニー・ピーター・“トニー”・ブーゼン（Anthony Peter "Tony" Buzan、1942年6月2日 - 2019年4月13日）は、イギリスの著述家で、教育コンサルタント。出身地はイギリスのロンドンのパルマーズ・グリーン。
著名な親族として実弟のバリー・ブザン（国際政治学者）がいる。
マインドマップの考案者として知られる。

## 人物
人間の創造性、記憶力、そして学習をめぐる著述活動をした。「マインドマップ」と名づけたブレインストーミングの手法を案出したことで知られ、世界各地でその普及活動をした。

## 来歴
1964年に心理学・アメリカ文学・数学・一般科学の最優秀生としてブリティッシュコロンビア大学を卒業。学術ジャーナリストとして活動。1966年にロンドンのフリート街のデイリー・テレグラフ社に勤務するかたわら、MENSA（高IQ協会）メンサ・インターナショナルの国際的機関誌の編集に携わっていた。これはIQが極めて高い人たちを中心とした団体の雑誌である。同時にインナーロンドン教育局で学習障害児の指導もするようになった。その仕事が元で英国放送協会 (BBC) の教育番組の企画の相談を受け、1973年に『マインドマップ』と題する10本のシリーズ番組を制作した。その際のアドバイスを元に自分で一冊の本を執筆したのが、1974年刊行の "Make the Most of Your Mind "（和題：頭がよくなる本）である。以来、彼はこの方面の番組、セミナーなどに多数出演し、著書も多数ある。
2019年4月13日、76歳で死去した。

## 著書
- (英語) Spore One – Structure in Hyperspace. London: Boydell Press. (25 September 1972). OCLC 1269989 ISBN 0-85115-016-0, ISBN 978-0-85115-016-1.

- (英語) Use Your Head. London: British Broadcasting Corp. (BBC). (January 1974). OCLC 9667787 ISBN 0-563-10790-1, ISBN 978-0-563-10790-3.
  - 新装版： Use Your Head: Innovative learning and thinking techniques to fulfil your potential (new edition ed.). BBC Active. (25 July 2006). OCLC 70400169 ISBN 1406610194, ISBN 978-1406610192.
  - 和訳書：トニー・ブザン 著、佐藤哲（理学者、NHNテコラス）・田中美樹 訳『トニー・ブザン─頭がよくなる本』（日本語第3版）東京図書、2006年9月11日（原著2006年7月25日）。OCLC 675951702。ISBN 4-489-00740-X、ISBN 978-4-489-00740-8。

- (英語) Use your memory. London: BBC Books. (1977)
  - 新装版： Use your memory (revised ed.). London: BBC Books. (1 September 1989). OCLC 813599659 ISBN 0563208147, ISBN 978-0563208143.
  - 和訳書：トニー・ブザン 著、松野武  訳『記憶の法則』東京図書、1991年10月（原著1989年9月1日）。OCLC 674607575。ISBN 4-489-00369-2、ISBN 978-4-489-00369-1。

- (英語) Speed Memory. David & Charles. (27 January 1977). OCLC 925290672 ISBN 0-7153-7365-X, ISBN .978-007153-7365-1

- (英語) Make the Most of Your Mind. Clerkenwell, London: Pan Books. (6 May 1988). OCLC 491558793 ISBN 0330302620, ISBN 978-0330302623.

- Buzan, Tony; Buzan, Barry (1 March 1996) (英語). The Mind Map Book: How to Use Radiant Thinking to Maximize Your Brain's Untapped Potential (reprint ed.). New York City: Plume. ASIN 0452273226. OCLC 454759146 ISBN 9780452273221, ISBN 978-0452273221.
  - 和訳書1：トニー・ブザン、バリー・ブザン 著、田中孝顕 訳『人生に奇跡を起こすノート術─マインド・マップ放射思考』きこ書房、2000年4月20日（原著1996年3月1日）。OCLC 676393761。ISBN 4-87771-052-3、ISBN 978-4-87771-052-1。
  - 和訳書2：トニー・ブザン、バリー・ブザン 著、近田美季子 訳『ザ・マインドマップ─脳の無限の可能性を引き出す技術』（新版）ダイヤモンド社、2013年2月16日（原著1996年3月1日）。OCLC 828394645。ISBN 4-478-01716-6、ISBN 978-4-478-01716-6。

- (英語) Head first: 10 ways to tap your natural genius (reprint ed.). Thorsons Pub. (1 May 2003). OCLC 50058345 ISBN 0007160011, ISBN 978-0007160013.
  - 和訳書：トニー・ブザン 著、田中孝顕 訳『自分を天才だと思える本 ― HEAD FIRST』きこ書房、2002年9月18日（原著2003年5月1日）。OCLC 675846945。ISBN 4-87771-087-6、ISBN 978-4-87771-087-3。

- (英語) Mind maps for kids: An Introduction (reissue ed.). Thorsons Pub. (7 March 2005). OCLC 1111007455 ISBN 0007151330, ISBN 978-0007151332.
  - 和訳書：トニー・ブザン 著、神田昌典 訳『勉強が楽しくなるノート術─マインドマップ for kids』ダイヤモンド社〈ブザン教育協会公認オフィシャルマインドマップブック〉、2006年11月（原著2005年3月7日）。OCLC 676633076。ISBN 4-478-76105-1、ISBN 978-4-478-76105-2。

- (英語) Buzan Bites: Mind Mapping: Kickstart your creativity and transform your life. London: Pearson Education Canada. (25 July 2006). OCLC 70059826 ISBN 0563520345, ISBN 978-0563520344.
  - 和訳書：トニー・ブザン『マインドマップ超入門』近田美季子 監訳、ディスカヴァー・トゥエンティワン〈トニー・ブザン天才養成講座 1〉、2008年12月20日（原著2006年7月25日）。OCLC 675233138。ISBN 4-88759-676-6、ISBN 978-4-88759-676-4。
- (英語) Speed reading accelerate your speed and understanding for success. London: Pearson Education Canada. (25 July 2006). OCLC 70059827 ISBN 0563520353, ISBN 978-0563520351.
  - 和訳書：トニー・ブザン『マインドマップ読書術』近田美季子 監訳、ディスカヴァー・トゥエンティワン〈トニー・ブザン天才養成講座 2〉、2009年5月19日（原著2006年7月25日）。OCLC 683345238。ISBN 4-88759-707-X、ISBN 978-4-88759-707-5。
- (英語) Buzan Bites: Brilliant Memory: Unlock the power of your mind. Pearson Education Canada. (25 July 2006). OCLC 979104316 ISBN 0563520337, ISBN 978-0563520337.
  - 和訳書：トニー・ブザン『マインドマップ記憶術』近田美季子 監訳、ディスカヴァー・トゥエンティワン〈トニー・ブザン天才養成講座 3〉、2009年12月20日（原著2006年7月25日）。OCLC 674404682。ISBN 4-88759-780-0、ISBN 978-4-88759-780-8。

- 和書：トニー・ブザン監修 編『できる子はノートがちがう! ─親子ではじめるマインドマップ』小学館〈ブザン教育協会公認オフィシャルマインドマップブック〉、2008年12月8日。OCLC 290477230。ISBN 4-09-840111-8、ISBN 978-4-09-840111-6。